# スタンドアップ (映画)
『スタンドアップ』（原題：North Country）は、2005年のアメリカ合衆国の社会派映画。1988年に行なわれた世界初のセクシャルハラスメント訴訟「Jenson v. Eveleth Taconite Co.」を記したクララ・ビンガムとローラ・リーディの書籍『Class Action: The Story of Lois Jensen and the Landmark Case That Changed Sexual Harassment Law』をもとにした作品である。

## ストーリー
暴力を振るう夫に耐えかねて、2人の子供をつれて故郷であるミネソタ州の炭鉱の町に戻ってきたジョージー。10代で未婚の母になり、再び戻ってきた娘に父親は冷たく、母親は我慢して夫とよりを戻すようにというばかり。夫の元に帰るつもりのないジョージーは、女手一つで子供を育てることを決意し、稼げるという理由で炭鉱で働き始める。しかし、男社会である炭鉱の仕事に女が働くのは男達にとっては面白くなく、男達はジョージーに執拗な嫌がらせを始める。耐えかねたジョージーは、世界で初めてのセクシャルハラスメント訴訟を起こす。
職を失うことを恐れた同僚女性から協力を得られないどころか、強い反発を受け孤立無援となってしまったジョージーだが、弁護を担当することになったビルや、ようやくジョージーを理解してくれるようになった両親の協力の下で裁判を戦う。一方、会社側は意図的に女性弁護士を立てて争う。
裁判では会社側の企みで、ジョージーの過去の男性経験、特に長男サミーの実父が誰であるかが争点となる。そこで、ジョージーがそれまで頑なに隠し続けて来た過去が明らかになる。ジョージーは高校時代に教師にレイプされ、その結果生まれたのがサミーであること、しかもレイプを当時の恋人だったボビーが目撃していたにもかかわらず、助けようともせずにその場を逃げ出していたことが明かされる。ボビーは保身のため、レイプではなかったと証言するが、逃げ出した上に嘘の証言をしている卑劣さをビルに激しく責め立てられ、遂にレイプだったことを認める。この事態に、裁判を傍聴していた同僚女性のみならず、男たちもジョージーに味方して原告に参加したことで、裁判は「集団訴訟」となりジョージーらの勝利に終わる。

## キャスト
ジョージー・エイムズ
演 - シャーリーズ・セロン（高校時代：アンバー・ハード）、日本語吹替 - 本田貴子
女手一つで2人の子を育てるため炭鉱で働くことになった女性。
サミー・エイムズ
演 - トーマス・カーティス、日本語吹替 - 小林良也
ジョージーが10代で生んだ長男。アイスホッケー部。
カレン・エイムズ
演 - エル・ピーターソン、日本語吹替 - 金田朋子
ジョージーの娘。兄サミーとは父親が違う。
グローリー
演 - フランシス・マクドーマンド、日本語吹替 - 塩田朋子
ジョージーの古い友人で同僚。難病に冒されている。
カイル
演 - ショーン・ビーン、日本語吹替 - 横島亘
グローリーの夫。サミーの理解者となる。
ビル・ホワイト
演 - ウディ・ハレルソン、日本語吹替 - 山野井仁
離婚をきっかけにニューヨークから地元に戻って来た弁護士。
カイルの友人。高校時代はアイスホッケーの花形選手。
ボビー・シャープ
演 - ジェレミー・レナー、日本語吹替 - 北沢洋
ジョージーの高校時代の恋人で現在は同僚。ジョージーに執拗な嫌がらせをする。
ハンク・エイムズ
演 - リチャード・ジェンキンス、日本語吹替 - 手塚秀彰
ジョージーの父親。ジョージーと同じ炭鉱で働く。
アリス・エイムズ
演 - シシー・スペイセク、日本語吹替 - 寺田路恵
ジョージーの母親。
ドン・ピアーソン
演 - ジェームズ・カダー、日本語吹替 - 谷口節
炭鉱を経営する会社の社長。
シェリー
演 - ミシェル・モナハン、日本語吹替 - 斎藤恵理
ジョージーの同僚の若い女性。
ハルステッド判事
演 - ジョン・アイルウォード、日本語吹替 -
裁判の判事。
アーレン・パヴィッチ
演 - ザンダー・バークレー、日本語吹替 - 岩崎ひろし
ジョージーらの上司。

## 関連事項
- 職場いじめ
- セクシャルハラスメント